# Mathaux
Mathaux est une commune française, située dans le département de l'Aube en région Grand Est.

## Géographie
| Pel-et-Der | Blaincourt-sur-Aube | Brienne-le-Château |
| Brévonnes  | Mathaux             | Brienne-la-Vieille |
|            |                     | Radonvilliers      |

Limitrophe de Brienne-le-Château, la commune de Mathaux est située dans le sud de la Champagne, au sein du parc naturel régional de la forêt d'Orient, en bordure du lac du Temple.
Le bourg de Mathaux se trouve au nord de la commune, proche de l'Aube. Le hameau de l'Étape se trouve lui au sud. Il est traversé par la route départementale D 11, qui longe la digue de retenue du lac du Temple.
Le canal reliant ce dernier à l'Aube traverse la commune du sud au nord tandis que le canal reliant le lac du Temple au lac Amance coupe l'extrémité sud de la commune. La voie ferrée reliant Troyes à Vitry-le-François passe aussi par la commune.
Les  communes limitrophes sont (dans le sens des aiguilles d'une montre, à partir du nord) : Brienne-le-Château, Brienne-la-Vieille (l'Aube marquant la limite de Mathaux avec ses deux communes), Radonvilliers, Brévonnes, Pel-et-Der et Blaincourt-sur-Aube.

### Hydrographie
La commune est dans la région hydrographique « la Seine de sa source au confluent de l'Oise (exclu) » au sein du bassin Seine-Normandie. Elle est drainée par l'Aube, l'Amance, le ruisseau du Temple, le Fossé 01 de la commune de Mathaux, le canal de Restitution du Barrage Reservoir Aube, le Fossé 01 de la Haie du Bois, le Fossé 08 de la Garenne, le ruisseau de la Valette, le ruisseau du Clos des Noues et divers autres petits cours d'eau,.
L'Aube, d'une longueur de 249 km, prend sa source dans la commune d'Auberive et se jette  dans la Seine à Marcilly-sur-Seine, après avoir traversé 82 communes.
L'Amance, d'une longueur de 13 km, prend sa source dans la commune de Vauchonvilliers et se jette  dans l'Aube sur la commune, après avoir traversé six communes.
Le ruisseau du Temple, d'une longueur de 18 km, prend sa source dans la commune de Vendeuvre-sur-Barse et se jette  dans l'Auzon à Brévonnes, après avoir traversé sept communes.

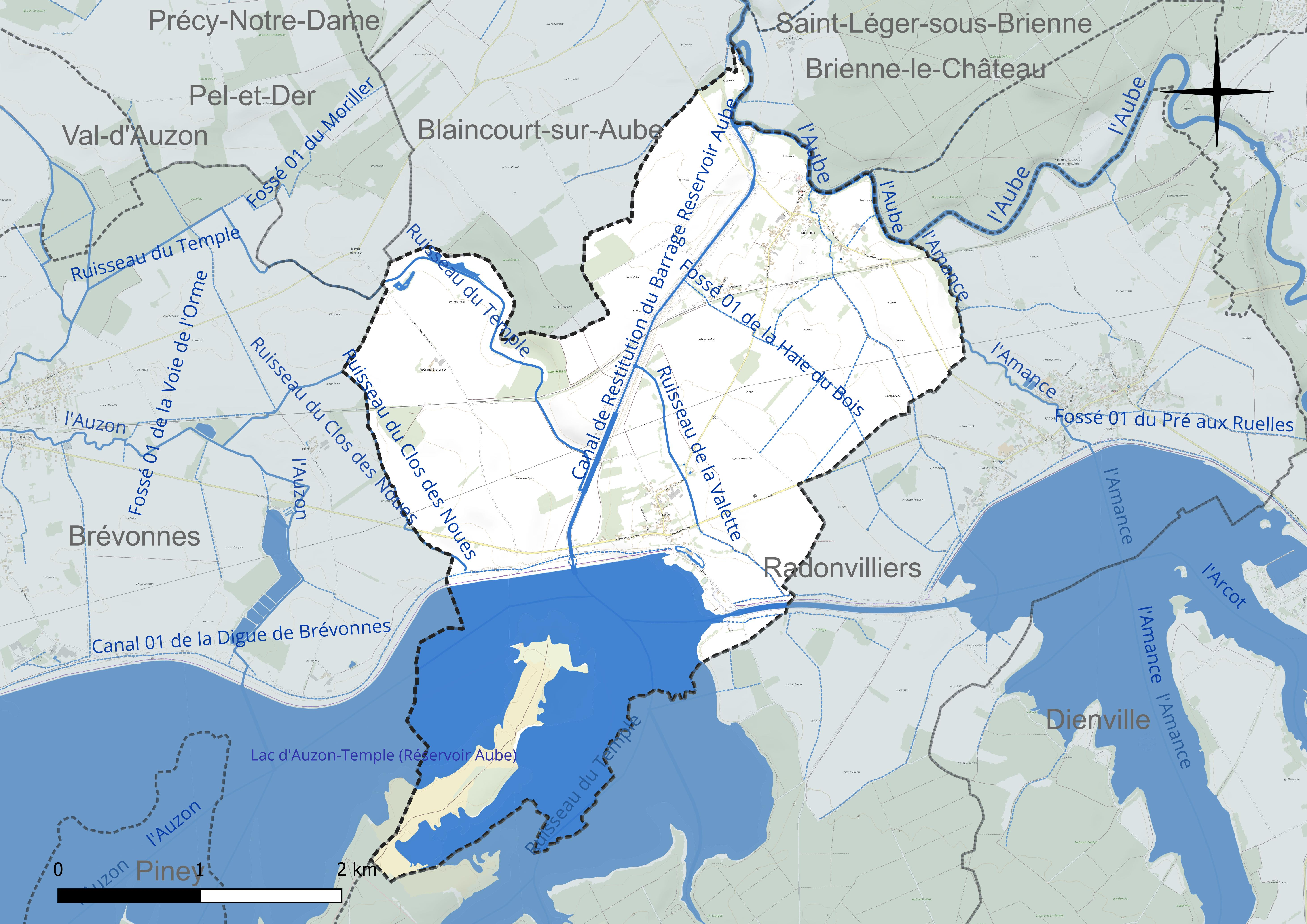
Réseau hydrographique de Mathaux.

Un plan d'eau complète le réseau hydrographique : le lac d'Auzon-Temple (le réservoir Aube), d'une superficie totale de 1 830,5 ha (259,4 ha sur la commune),.

### Climat
Pour des articles plus généraux, voir Climat du Grand Est et Climat de l'Aube.
En 2010, le climat de la commune est de type climat océanique dégradé des plaines du Centre et du Nord, selon une étude du Centre national de la recherche scientifique s'appuyant sur une série de données couvrant la période 1971-2000. En 2020, Météo-France publie une typologie des climats de la France métropolitaine dans laquelle la commune est exposée à un climat océanique altéré et est dans la région climatique Lorraine, plateau de Langres, Morvan, caractérisée par un hiver rude (1,5 °C), des vents modérés et des brouillards fréquents en automne et hiver.
Pour la période 1971-2000, la température annuelle moyenne est de 10,5 °C, avec une amplitude thermique annuelle de 15,8 °C. Le cumul annuel moyen de précipitations est de 765 mm, avec 11,6 jours de précipitations en janvier et 8,3 jours en juillet. Pour la période 1991-2020, la température moyenne annuelle observée sur la station météorologique installée sur la commune est de 11,5 °C et le cumul annuel moyen de précipitations est de 733,9 mm. 
La température maximale relevée sur cette station est de 41,5 °C, atteinte le 25 juillet 2019 ; la température minimale est de −18 °C, atteinte le 2 janvier 1997,,.
| Mois                                  | jan.            | fév.             | mars           | avril         | mai             | juin           | jui.          | août           | sep.          | oct.          | nov.           | déc.           | année     |
| ------------------------------------- | --------------- | ---------------- | -------------- | ------------- | --------------- | -------------- | ------------- | -------------- | ------------- | ------------- | -------------- | -------------- | --------- |
| Température minimale moyenne (°C)     | 1,2             | 1,2              | 3,2            | 5,2           | 9               | 12,1           | 14,1          | 14             | 10,7          | 8,1           | 4,4            | 2              | 7,1       |
| Température moyenne (°C)              | 3,8             | 4,5              | 7,6            | 10,5          | 14,3            | 17,7           | 20,1          | 19,9           | 16            | 12,2          | 7,4            | 4,5            | 11,5      |
| Température maximale moyenne (°C)     | 6,4             | 7,8              | 12             | 15,8          | 19,6            | 23,3           | 26,1          | 25,8           | 21,4          | 16,3          | 10,3           | 7              | 16        |
| Record de froid (°C) date du record   | −18 02.01.1997  | −13,8 07.02.1991 | −13,2 01.03.05 | −4,7 08.04.03 | 0 01.05.1989    | 1,7 05.06.1991 | 4,9 03.07.11  | 4,4 29.08.1993 | 1,2 25.09.02  | −4 29.10.1997 | −11 24.11.1998 | −15,9 20.12.09 | −18 1997  |
| Record de chaleur (°C) date du record | 18,7 09.01.1991 | 20,8 27.02.19    | 25,5 31.03.21  | 28,6 25.04.07 | 32,9 13.05.1998 | 38,4 28.06.11  | 41,5 25.07.19 | 40,3 19.08.12  | 35,4 14.09.20 | 29,6 02.10.23 | 23,6 07.11.15  | 19 16.12.1989  | 41,5 2019 |
| Ensoleillement (h)                    | 687             | 965              | 1 566          | 2 071         | 2 229           | 2 482          | 2 519         | 2 231          | 1 894         | 1 273         | 738            | 642            | 19 296    |
| Précipitations (mm)                   | 58              | 52,4             | 53,2           | 53,5          | 69,9            | 57,4           | 60,8          | 60,6           | 58,3          | 72,4          | 65,4           | 72             | 733,9     |

| Diagramme climatique                                  |            |           |             |           |              |              |            |              |             |             |      |
| J                                                     | F          | M         | A           | M         | J            | J            | A          | S            | O           | N           | D    |
| 6,41,258                                              | 7,81,252,4 | 123,253,2 | 15,85,253,5 | 19,6969,9 | 23,312,157,4 | 26,114,160,8 | 25,81460,6 | 21,410,758,3 | 16,38,172,4 | 10,34,465,4 | 7272 |
| Moyennes : • Temp. maxi et mini °C • Précipitation mm |            |           |             |           |              |              |            |              |             |             |      |

Les paramètres climatiques de la commune ont été estimés pour le milieu du siècle (2041-2070) selon différents scénarios d'émission de gaz à effet de serre à partir des nouvelles projections climatiques de référence DRIAS-2020. Ils sont consultables sur un site dédié publié par Météo-France en novembre 2022.

## Urbanisme

### Typologie
Au 1er janvier 2024, Mathaux est catégorisée commune rurale à habitat dispersé, selon la nouvelle grille communale de densité à 7 niveaux définie par l'Insee en 2022.
Elle est située hors unité urbaine. Par ailleurs la commune fait partie de l'aire d'attraction de Troyes, dont elle est une commune de la couronne,. Cette aire, qui regroupe 209 communes, est catégorisée dans les aires de 200 000 à moins de 700 000 habitants,.
La commune, bordée par un plan d’eau intérieur d’une superficie supérieure à 1 000 hectares, le lac d'Auzon-Temple, est également une commune littorale au sens de la loi du 3 janvier 1986, dite loi littoral. Des dispositions spécifiques d’urbanisme s’y appliquent dès lors afin de préserver les espaces naturels, les sites, les paysages et l’équilibre écologique du littoral, tel le principe d'inconstructibilité, en dehors des espaces urbanisés, sur la bande littorale des 100 mètres, ou plus si le plan local d’urbanisme le prévoit.

### Occupation des sols
L'occupation des sols de la commune, telle qu'elle ressort de la base de données européenne d’occupation biophysique des sols Corine Land Cover (CLC), est marquée par l'importance des territoires agricoles (64,2 % en 2018), en diminution par rapport à 1990 (66,9 %). La répartition détaillée en 2018 est la suivante : 
terres arables (56,4 %), eaux continentales (23,6 %), milieux à végétation arbustive et/ou herbacée (7,4 %), zones agricoles hétérogènes (4,1 %), prairies (3,7 %), zones urbanisées (2,7 %), forêts (2,1 %). L'évolution de l’occupation des sols de la commune et de ses infrastructures peut être observée sur les différentes représentations cartographiques du territoire : la carte de Cassini (XVIIIe siècle), la carte d'état-major (1820-1866) et les cartes ou photos aériennes de l'IGN pour la période actuelle (1950 à aujourd'hui).

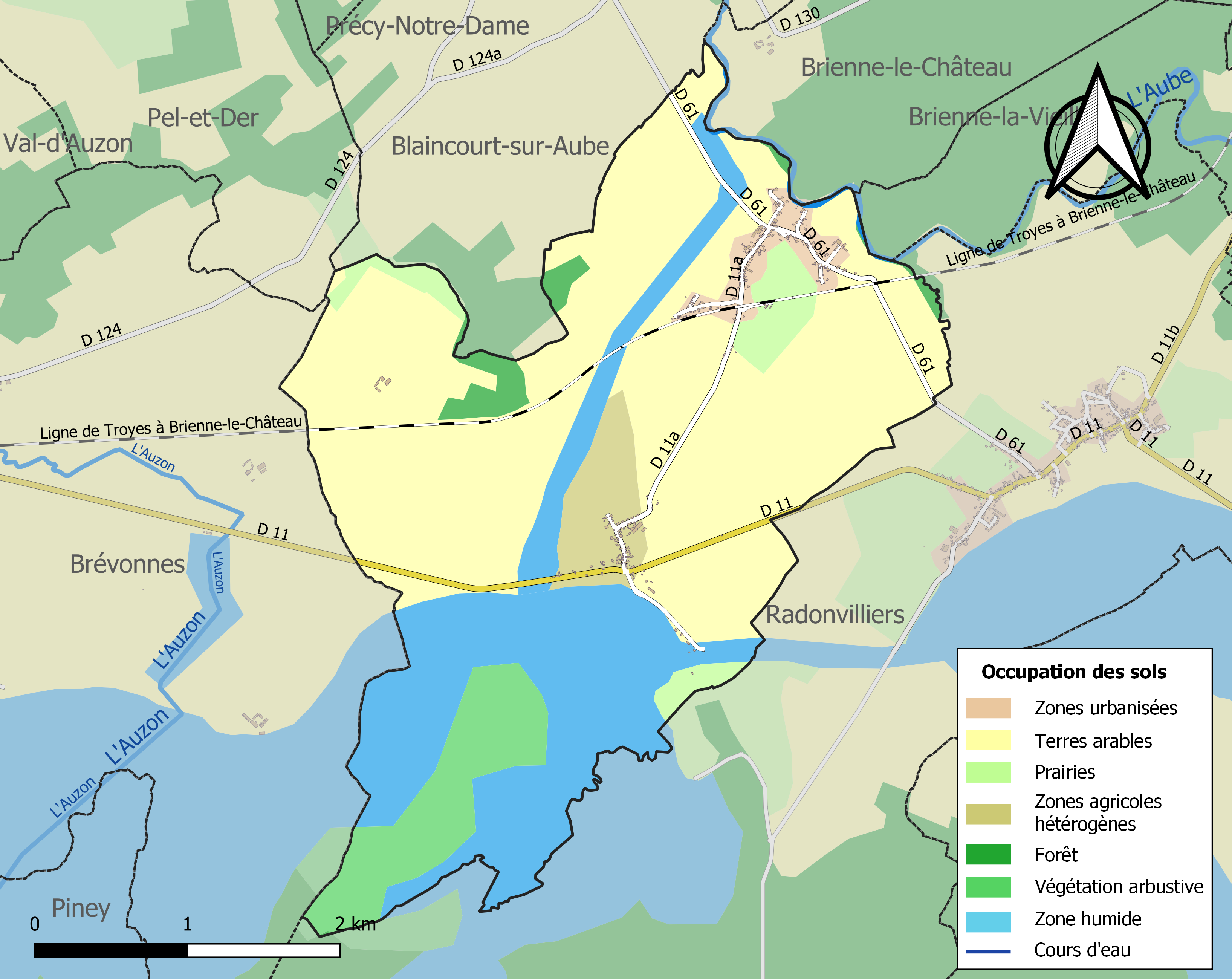
Carte des infrastructures et de l'occupation des sols de la commune en 2018 (CLC).

## Histoire
Les faïenceries
La Manufacture royale de faïences de Mathaux emploie le faïencier Martin Claude Dorez qui va y mourir en 1753. Elle est dirigée en 1763 par Antoine Lamy, originaire du village.

## Politique et administration
| Période                                  | Période   | Identité         | Étiquette | Qualité |
| ---------------------------------------- | --------- | ---------------- | --------- | ------- |
| mars 2001                                | mars 2008 | Stanislas Siodos | PS        |         |
| mars 2008                                | 2014      | Dominique Michon |           |         |
| mars 2014                                | En cours  | Davy Petit       | DVD       | Employé |
| Les données manquantes sont à compléter. |           |                  |           |         |

## Démographie
L'évolution du nombre d'habitants est connue à travers les recensements de la population effectués dans la commune depuis 1793. Pour les communes de moins de 10 000 habitants, une enquête de recensement portant sur toute la population est réalisée tous les cinq ans, les populations de référence des années intermédiaires étant quant à elles estimées par interpolation ou extrapolation. Pour la commune, le premier recensement exhaustif entrant dans le cadre du nouveau dispositif a été réalisé en 2008.

En 2022, la commune comptait 212 habitants, en évolution de +6 % par rapport à 2016 (Aube : +0,7 %, France hors Mayotte : +2,11 %).
| 1793 | 1800 | 1806 | 1821 | 1831 | 1836 | 1841 | 1846 | 1851 |
| ---- | ---- | ---- | ---- | ---- | ---- | ---- | ---- | ---- |
| 417  | 433  | 474  | 428  | 544  | 544  | 556  | 539  | 541  |

| 1856 | 1861 | 1866 | 1872 | 1876 | 1881 | 1886 | 1891 | 1896 |
| ---- | ---- | ---- | ---- | ---- | ---- | ---- | ---- | ---- |
| 501  | 506  | 503  | 443  | 421  | 387  | 468  | 392  | 368  |

| 1901 | 1906 | 1911 | 1921 | 1926 | 1931 | 1936 | 1946 | 1954 |
| ---- | ---- | ---- | ---- | ---- | ---- | ---- | ---- | ---- |
| 370  | 384  | 360  | 343  | 393  | 350  | 269  | 287  | 261  |

| 1962 | 1968 | 1975 | 1982 | 1990 | 1999 | 2006 | 2008 | 2013 |
| ---- | ---- | ---- | ---- | ---- | ---- | ---- | ---- | ---- |
| 248  | 238  | 197  | 167  | 186  | 190  | 224  | 234  | 208  |

| 2018 | 2022 | - | - | - | - | - | - | - |
| ---- | ---- | - | - | - | - | - | - | - |
| 199  | 212  | - | - | - | - | - | - | - |

## Lieux et monuments
- Église Saint-Quentin, une des églises à pans de bois du Pays du Der, datant du (XVIIIe siècle) et en forme de croix latine. Le clocher est recouvert d'essentes de châtaignier. À l'intérieur, une grille de fer forgé sépare la nef de l'autel baroque. Alors qu'elle était en réfection, le clocher et une partie de l'église s'effondrèrent dans la nuit du 25 au 26 mars 1983 à la suite d'une violente tempête. Elle fut restaurée à l'identique.

Église Saint-Quentin
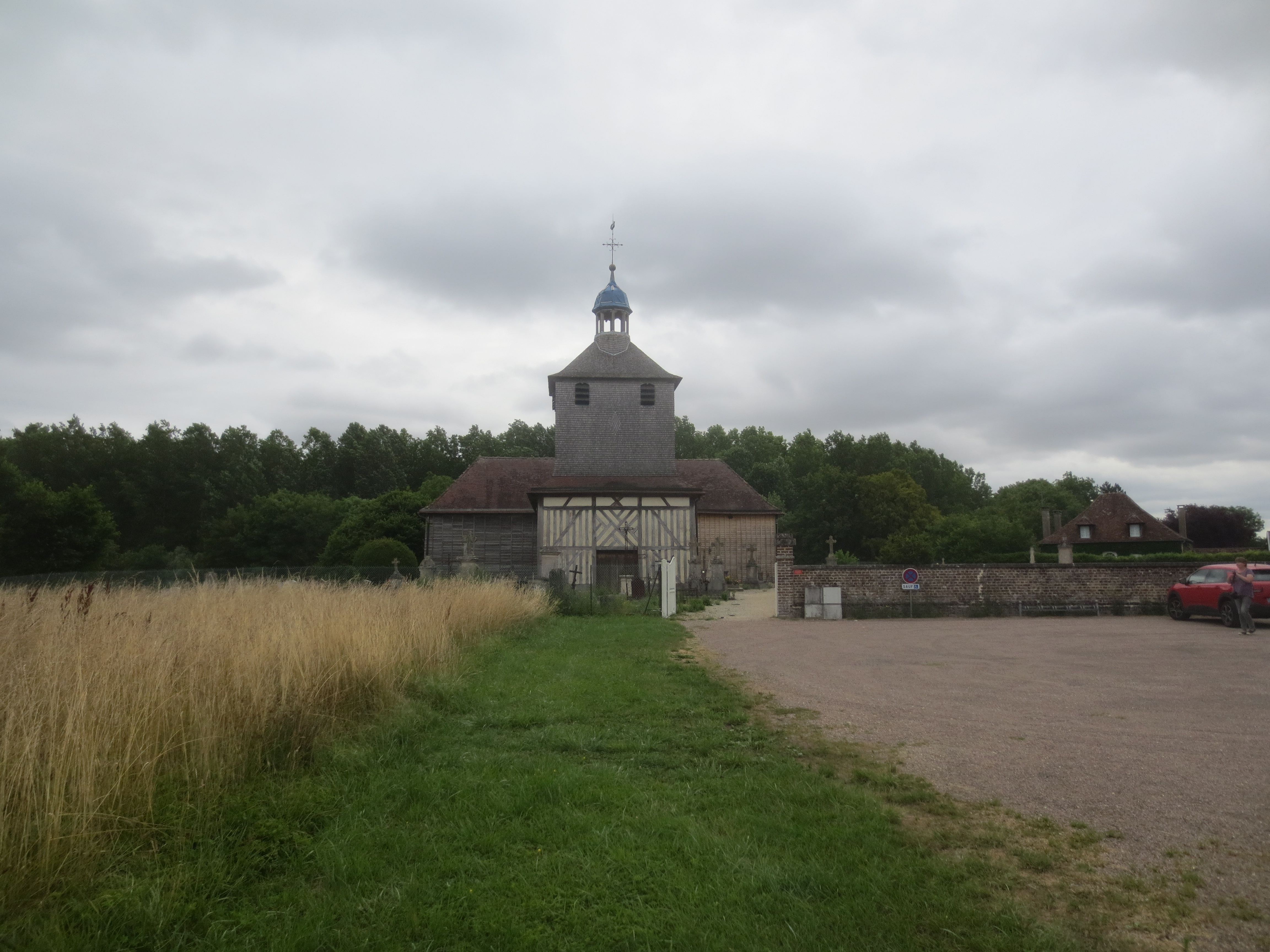
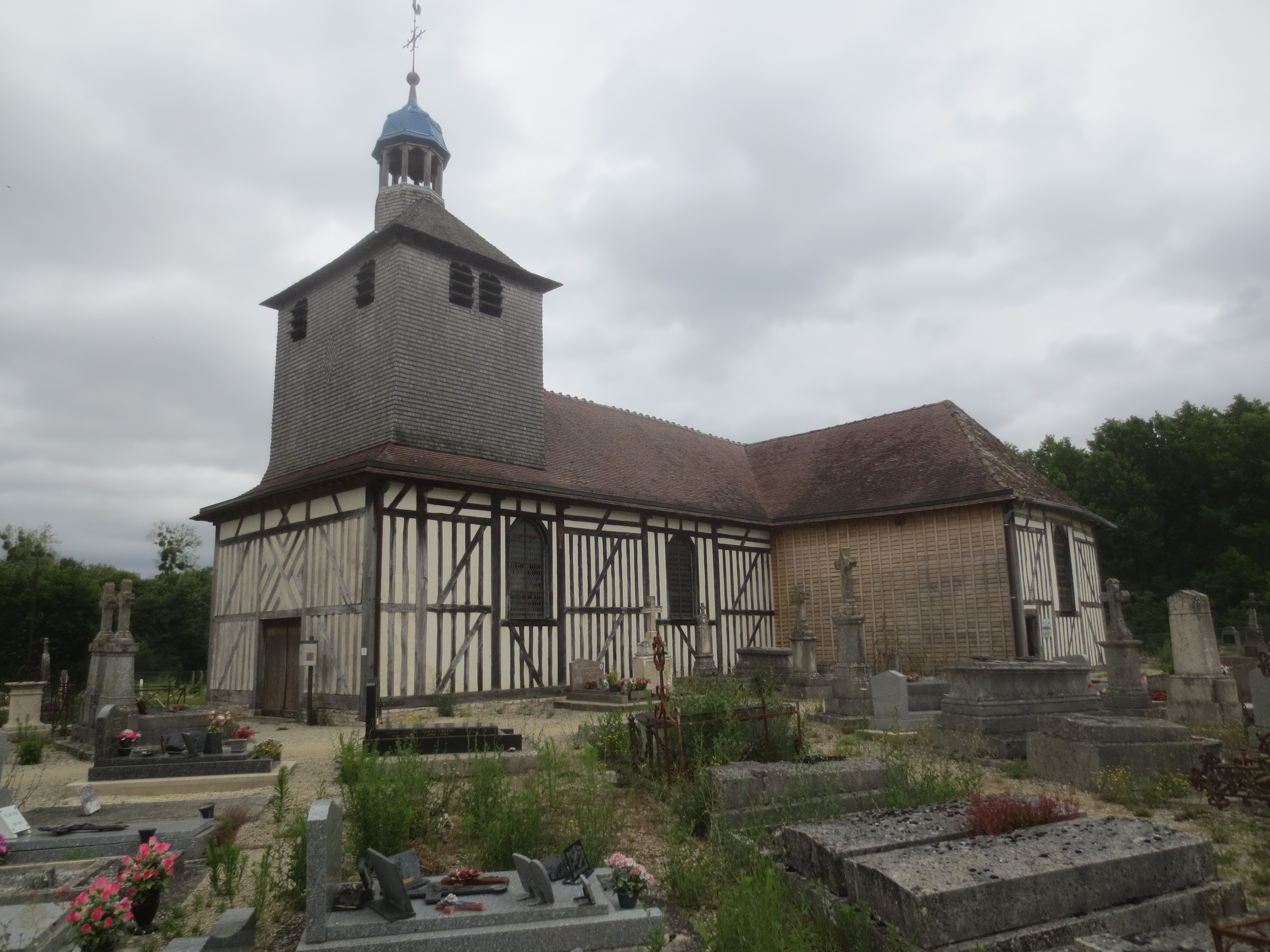
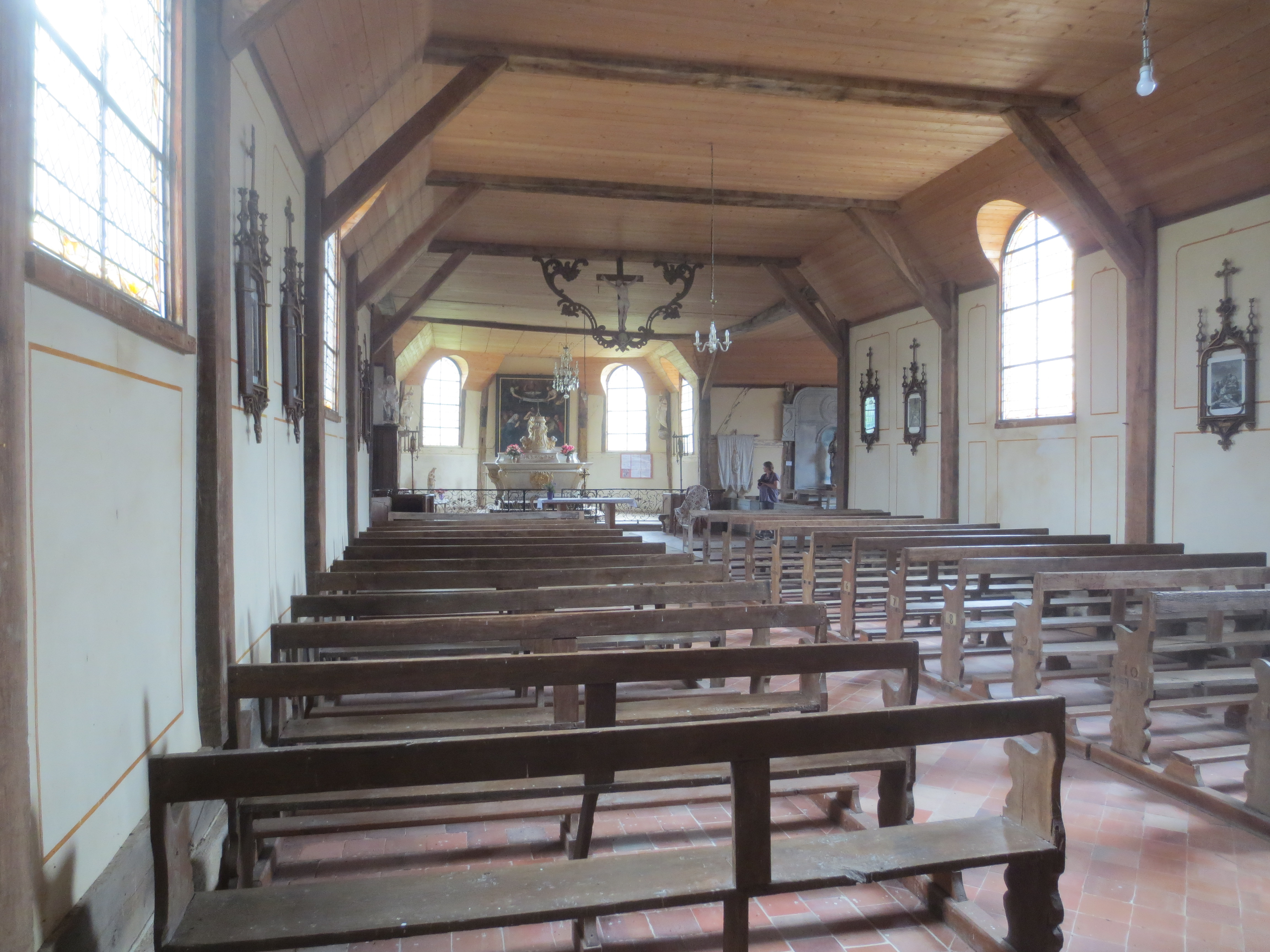
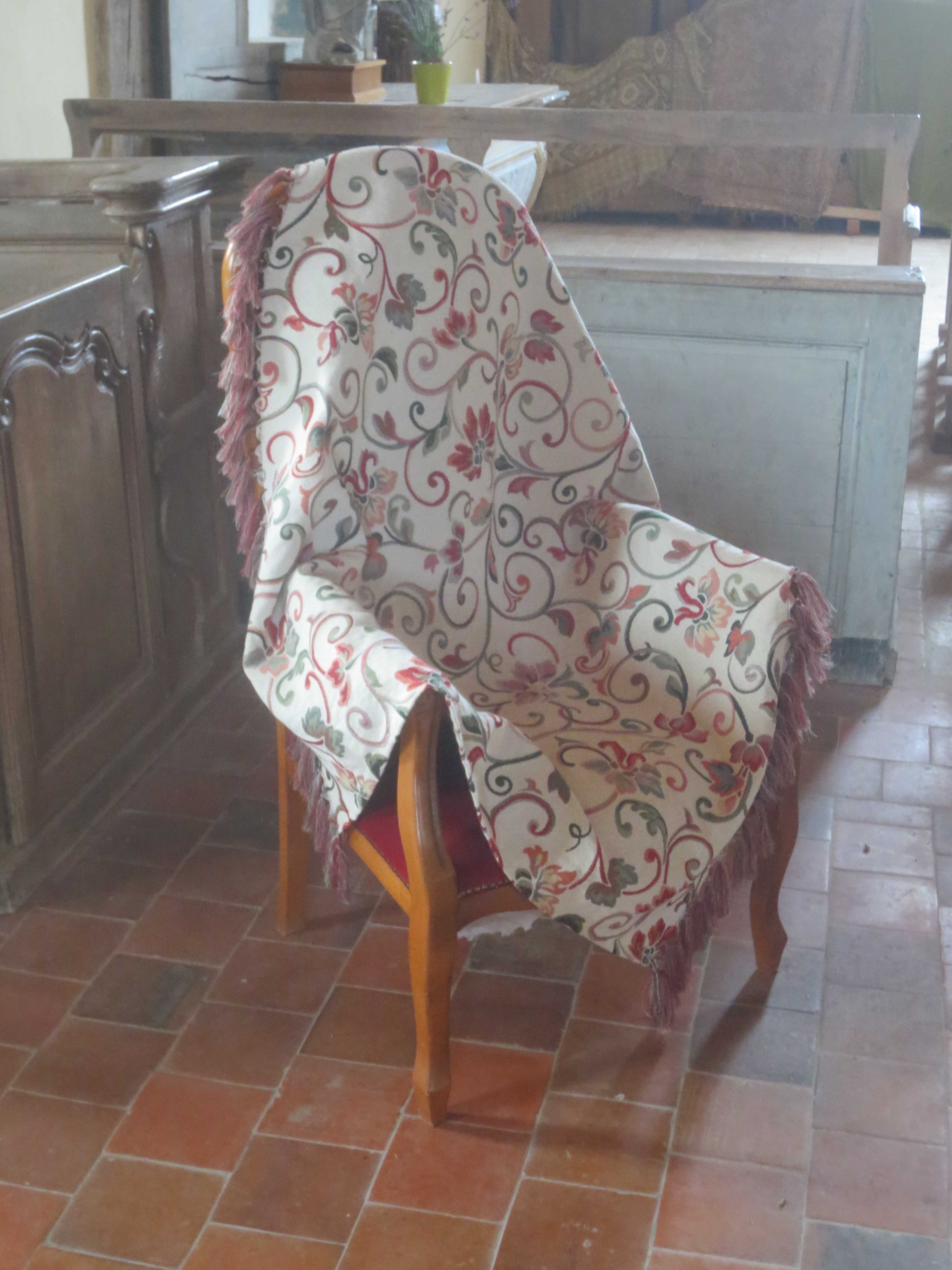

## Personnalités liées à la commune
- Martin Claude Dorez (1704-1753), peintre et vernisseur sur faïence, faïencier, né à Douai, mort à Mathaux, a travaillé à la faïencerie du village.
- Paul Verneyras (1898-1996), résistant, homme politique et homme de presse.